# 카키노도테나베

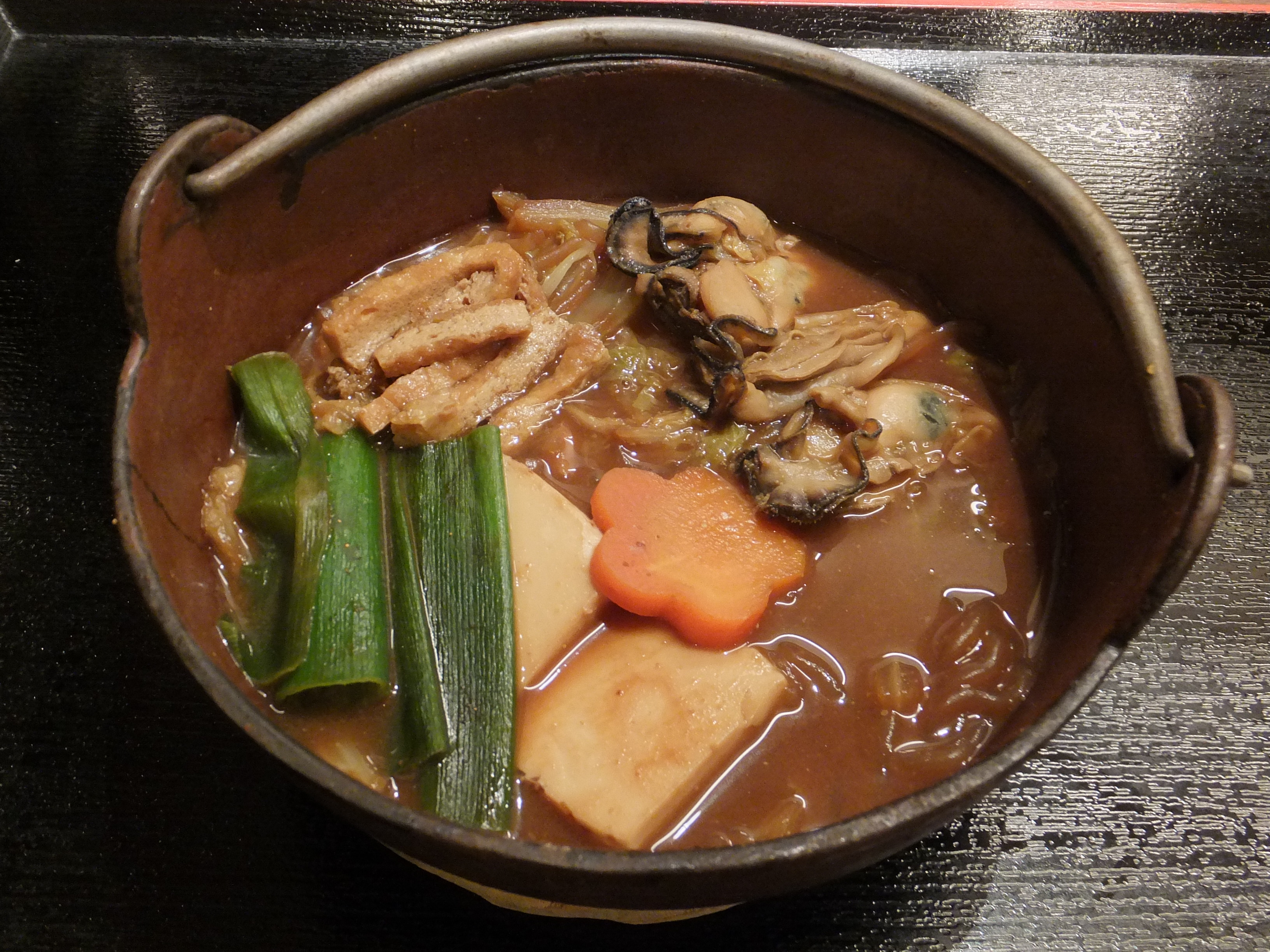
카키노도테나베

카키노도테나베(일본어: 牡蠣の土手鍋)는 냄비 주위에 미소(된장)를 발라 굴과 두부나 야채를 끓이면서 먹는 히로시마현의 향토 음식이며 나베 요리이다.
조개류와 야채를 된장 맛으로 끓인 것이 일반적으로 '도테나베'나 '도테나베풍'으로 불리고 있지만 본래는 생굴을 이용해 후츄미소를 냄비 안쪽 주위에 발라 만드는 나베모노를 '카키노도테나베' 또는 '도테나베'라고 한다.
아이치현이나 시즈오카현의 엔슈 지구에서 먹는 도테야키와 닮았지만 도테야키는 곱창, 곤약, 야채를 사용한다.
카키나베의 일종으로 미장이(토수, 다테)가 무언가를 바르는 것처럼 미소를 냄비 주위에 바르기 때문에 이 이름이 붙었다는 것이 유력한 설이지만 유래에 대해서는 여러 설이 있다. 가령 오사카에서 토수로 일하던 '도테'라는 행상인이 고안하여 팔았다는 설도 있다. 도테나베는 먹는 방법이 독특한데 먹기 직전에 된장의 도테를 무너뜨리면서 된장을 좋아하는 만큼 더하거나 빼서 먹는다. 또한 냄비의 중앙에 된장을 넣은 경우에도 도테나베라고 부르기도 해서, 도테나베를 따로 "(카키노) 도테야키"라고 부르는 사람도 있다.